# Бенінген
Бенінген (нід. Beuningen, нід. вимова: [ˈbøːnɪŋə(n)] ( прослухати)) — муніципалітет і місто на сході Нідерландів, у провінції Гелдерланд. Розташований на березі річки Вааль та по суті є західним передмістям Неймегена.

## Населені пункти муніципалітету
Міста
- Бенінген

Села
- Евейк
- Верт
- Вінссен

## Топографія
Нідерландська топографічна карта муніципалітету Бенінген, червень 2015 року.

## Галерея

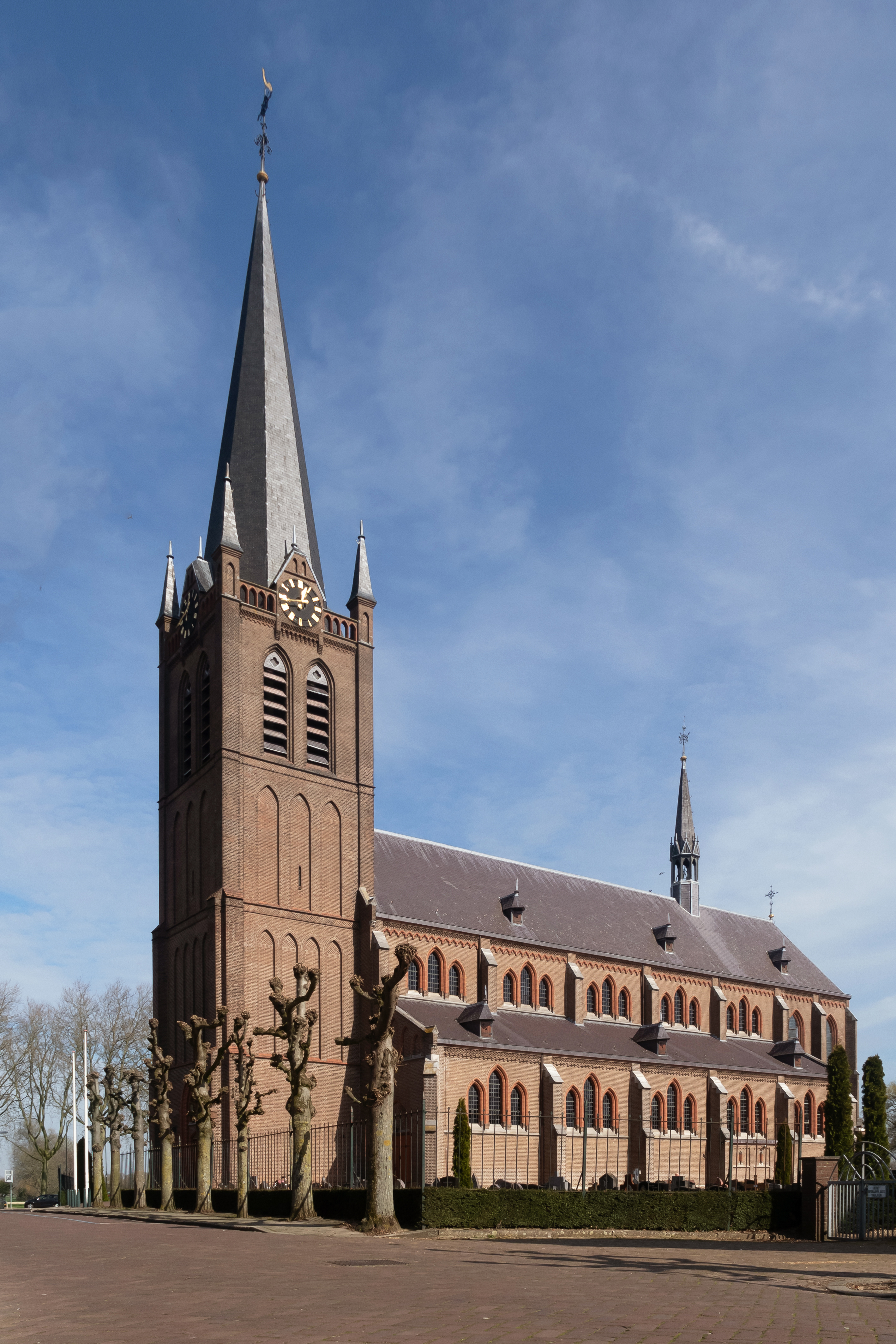
Церква в Бенінгені
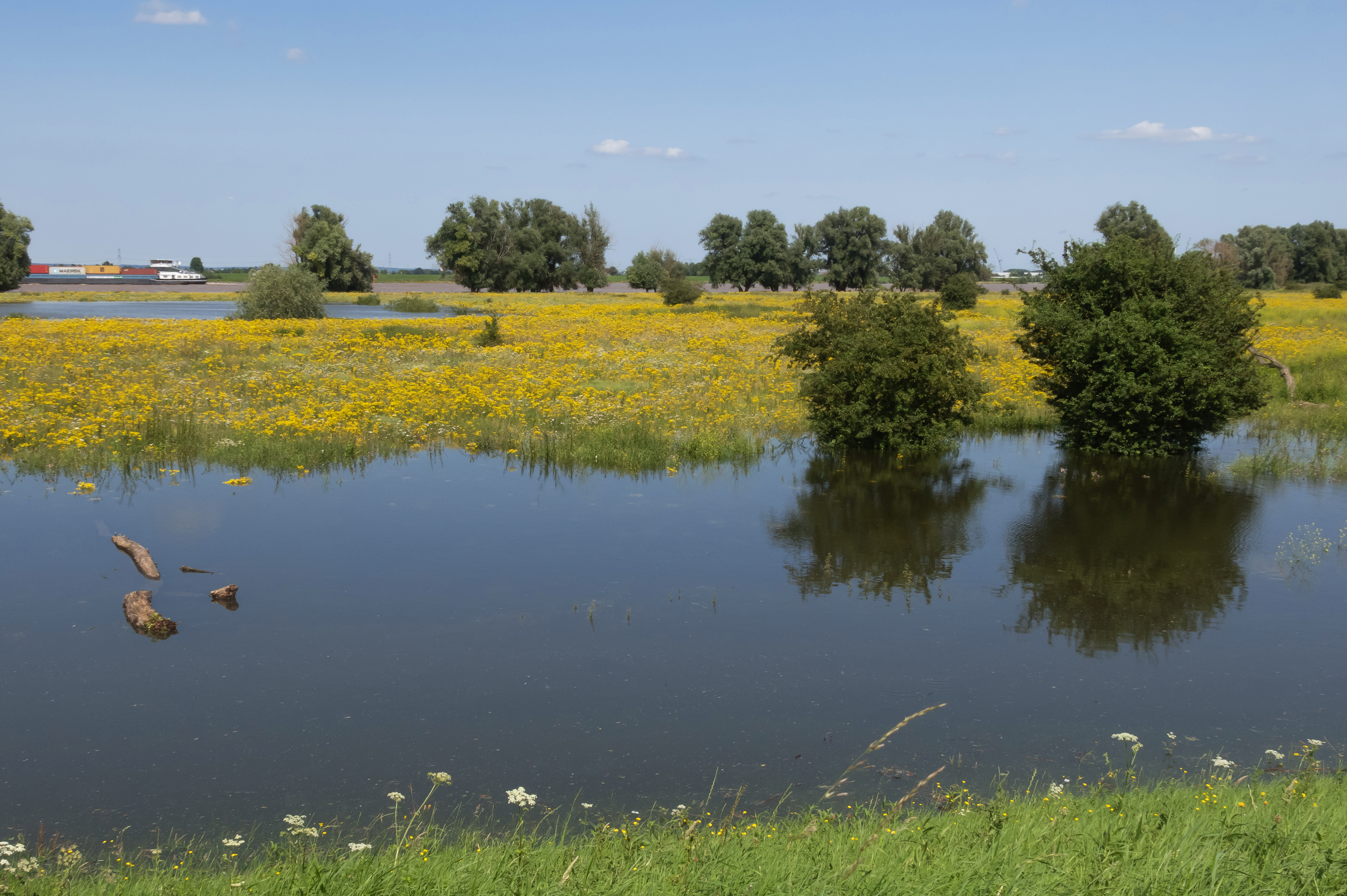
Розлив Вааля
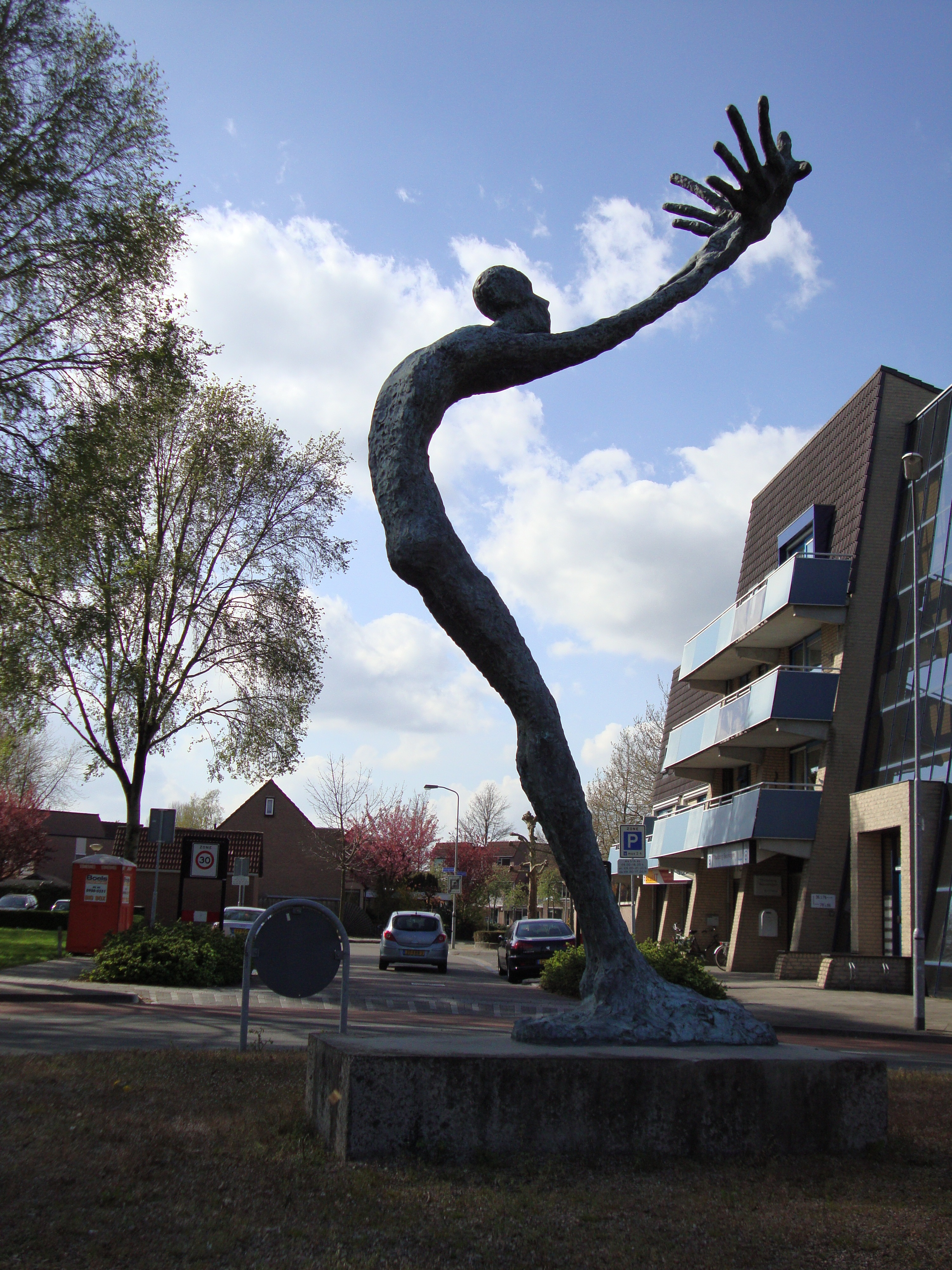
Скульптура в Бенінгені
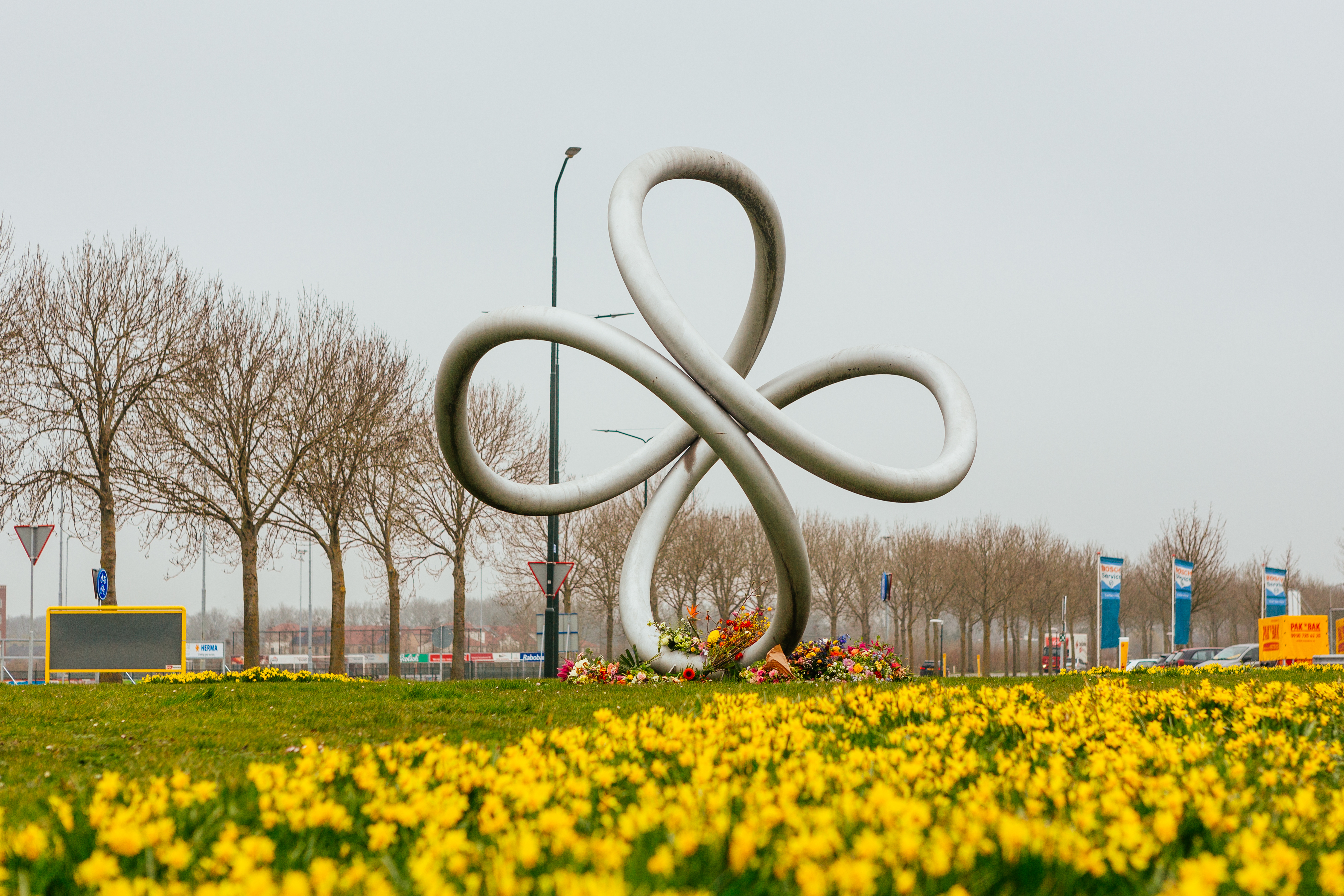
Мистецька інсталяція De Cirkel
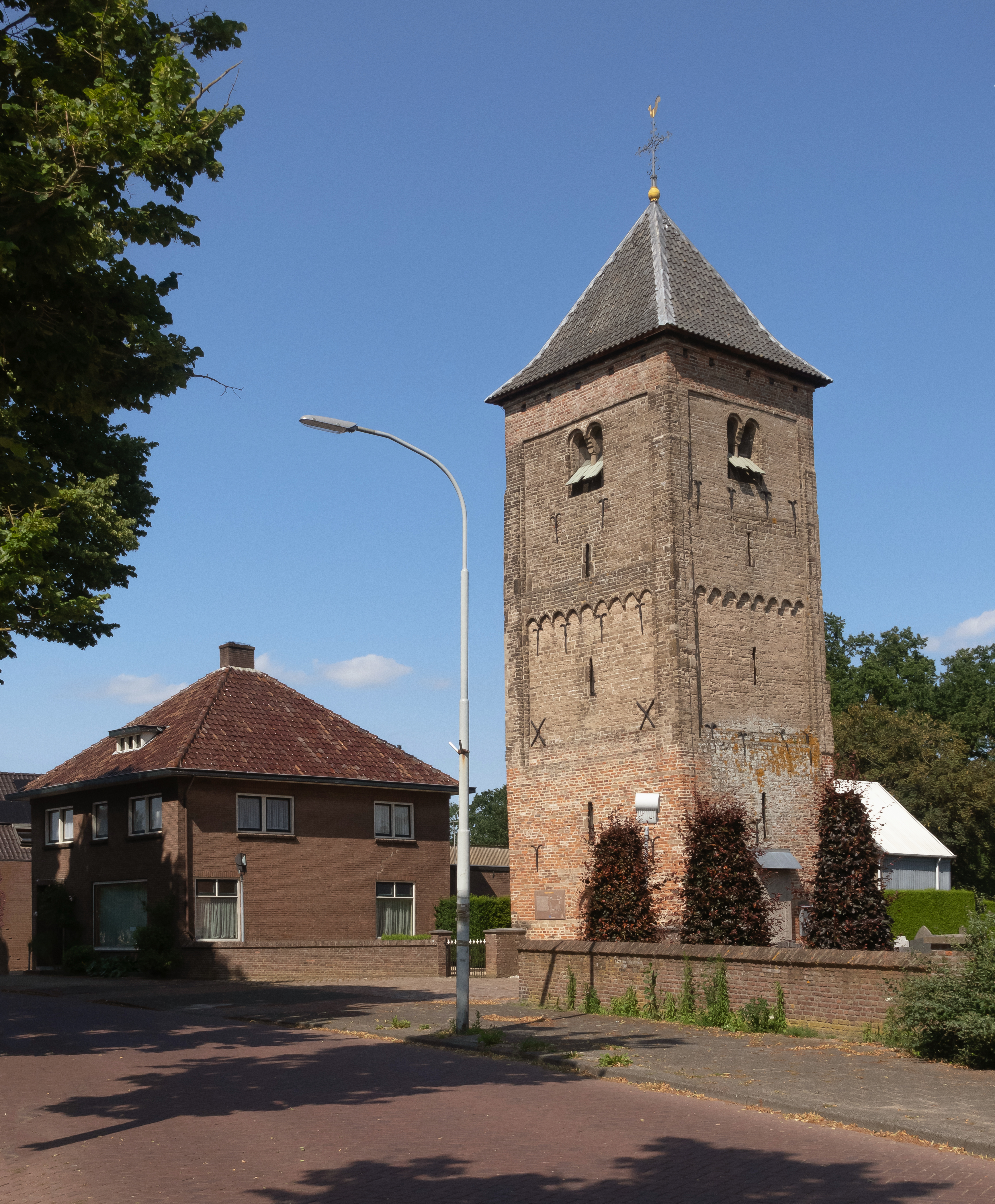
Башта в Евейку
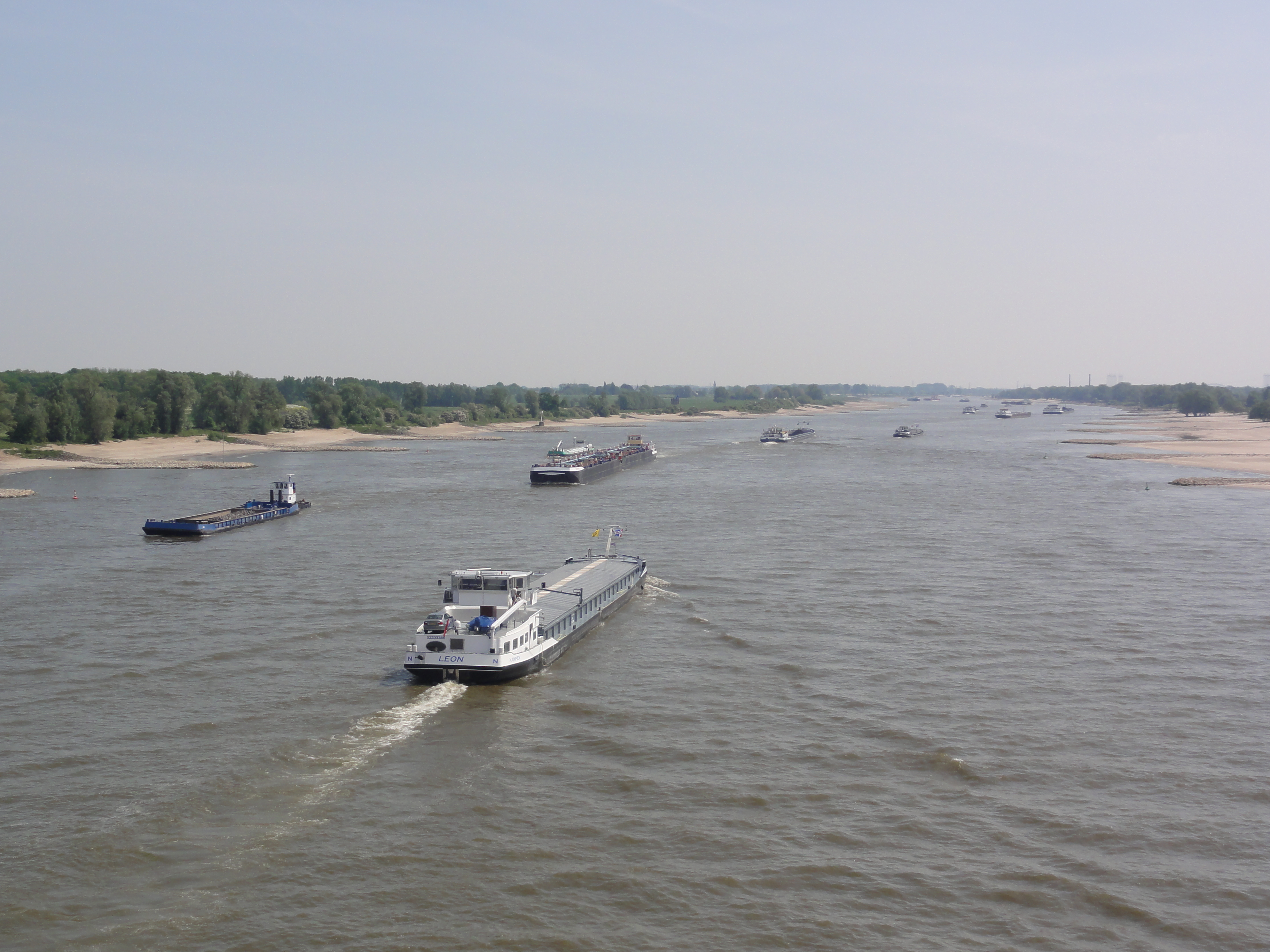
Судноплавство на Ваалі біля Евейка
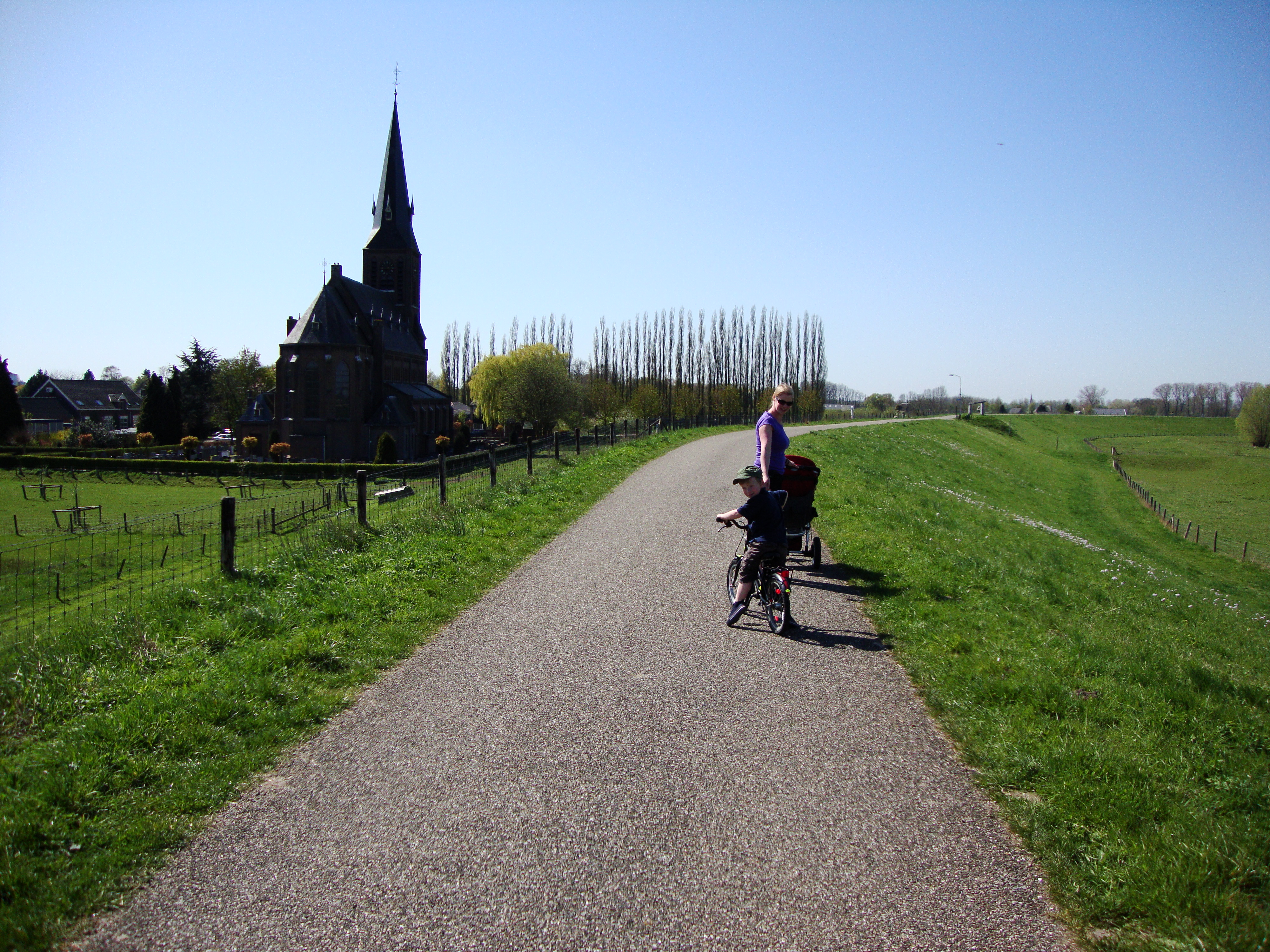
Верт
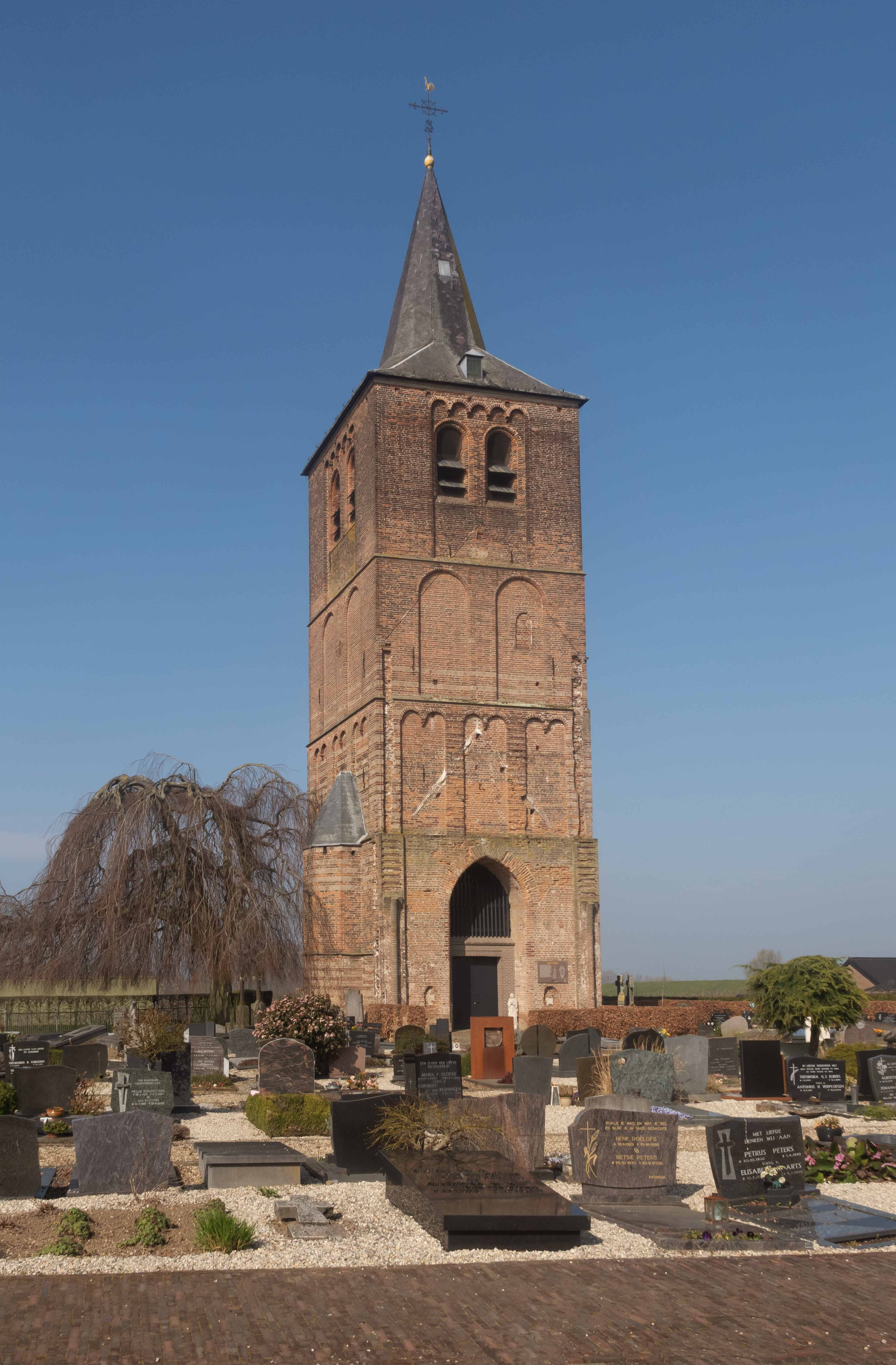
Башта середньовічної церкви, Вінссен